# Megu
Megu（めぐ、1989年6月3日 - ）は、日本の女性アイドルグループ「Negicco」のメンバー。愛称は「ぽんちゃ」。
2020年6月、ドラマーの山下賢と結婚。2児の母。

## 人物
- Negiccoで立ち位置は上手（客席から見て右手）、メンバーカラーはブルー。
- 愛称は「ぽんちゃ」。ポンポン跳ねていることから学校で付けられたあだ名の「ぽんちゃん」から最後の「ん」が取れて愛称になった[5]。
- DJ Meguとしてクラブイベントにも出演[6][7][8][9]。
- カレー好き[10]。CURRY RICE RECORDSという架空のレーベルに所属。「小学校の時の給食のカレーや母の作ったカレーが大好きで、ずっとカレー好きだった」という[11]。
  - 2019年6月29日に横浜赤レンガ倉庫イベント広場で開催された「CURRY&MUSIC JAPAN 2019」のトークコーナーに出演[12]。
- 身体を動かすのが大好きで、スポーツは見るよりやる派[13]。新潟シティマラソンのファンラン（約11km、2017・2018年）を完走した実績がある。
- 南波志帆と親交が深く、二人でのイベントも開催[14][15]。
- 佐渡島のPR冊子「いとしげな佐渡」のモデル[16]、佐渡島温泉公式PR動画「美人の湯（YOU）」の主演（歌唱）を務める。 動画 - YouTube
  - 第2弾として「いとしげな佐渡〜いとしげなパン〜」（2020年7月1日発売）のモデルも務めた。
- Negicco House（モバイルファンクラブ）で、おいしいものを紹介する「めぐもぐ」を連載している。
- 「私をネギーに連れてって in Naeba」で「Night Party」のDJ Meguとしての出演や「エアロビクス」コーナーを担当。

## 略歴
- 2003年7月20日 - Negicco結成。
- 2016年6月3・5日 - 生誕イベント「Megu 27th Anniversary♪ ～誕生日なので、大好きな人呼んじゃいました！～」を3日に新潟・GOLDEN PIGS RED STAGE、5日に東京・TSUTAYA O-nestで開催[17]。
- 2016年6月14日 - 新潟・HARD OFF ECOスタジアム新潟にて開催された「サトウ食品スペシャルゲーム 横浜DeNAベイスターズ×北海道日本ハムファイターズ戦」で始球式を行う[18]。
- 2017年6月2日 - 生誕イベント「CURRY RICE RECORDS presents ～Megu Birthday Party～ in 渋谷WWW」を東京・渋谷WWWで開催[19]。
- 2018年1月26日 - 東京・mona recordsにて開催された「明けましたね！明けるもんですね！めぐしほ夫婦の2018年！の巻」に出演[15]。
- 2018年3月 - 佐渡島のPR冊子「いとしげな佐渡」のモデルを務める[16]。
- 2018年4月2日 - FM-NIIGATA『HAPPY MAPPY』放送開始。村井杏とラジオパーソナリティーを週一で務める[13]。
- 2018年4月12日 - FM-NIIGATA『朝日山専門店 居酒屋 ヤン次郎兵衛』に出演開始。女将役として週一で出演。2019年4月からはNegiccoメンバーが週替わりで出演[20]。
- 2018年6月2日 - 生誕イベント「CURRY RICE RECORDS presents ～Megu 29th Anniversary～ in shimokitazawa GARDEN」を東京・下北沢GARDENで開催[21]。
- 2018年7月19日 - 佐渡島公式PRソング「美人の湯(YOU)」のPR動画で出演と歌を担当[22]。
- 2018年10月27日 - 新潟・NIIGATA LOTSにて開催された『FIGUEROA MIDNIGHT DANCE GROOVE Halloween Special」にDJ Meguとして出演[23]。
- 2019年2月10日 - 新潟・アオーレ長岡にて開催された『FIGUEROA MIDNIGHT DANCE GROOVE in アオーレ長岡』にDJ Meguとして出演[24]。
- 2019年6月4日 - 30歳の誕生日を記念して「CURRY RICE RECORDS presents 30 Designer's TEE-SHIRTS market！！！」を開催。30組のアーティストとコラボして30種類のTシャツを企画・販売した[25]。
- 2019年6月4日 - 生誕イベント「CURRY RICE RECORDS presents Megu 30th Curry! Music! ＆ Loves▽Party!」を東京・LIQUIDROOMで開催[26]（ゲスト：Nao☆、Kaede、南波志帆、DJみそしるとMCごはん DJ：臼山田洋オーケストラ）。
- 2019年6月29日 - 神奈川・横浜赤レンガ倉庫イベント広場にて開催された「CURRY&MUSIC JAPAN 2019」のトークコーナーに出演[12]。
- 2020年2月17日 - 東京・shibuya WWWにて開催された「-ウミネコカレー5周年記念-引き続きよろしくお願いします。」にトークショーゲストとして出演。
- 2020年6月、ドラマーの山下賢と結婚[1][2]。
- 2020年6月28日 - Megu生誕祭「Megu 31st Anniversary〜変わらないモノはきっとこの胸の中に〜」を配信。
- 2020年7月25日-26日 - 「CURRY＆MUSIC JAPAN 2020 at HOME」にアシスタントMCとして出演。
- 2021年6月6日 - Megu生誕祭「Megu Birthday Event ～Meguと○△□～ in NIIGATA LOTS」を開催。
- 2021年12月4日 - BSNラジオ『スーパー・ササダンゴ・マシンのチェ・ジバラ』のイベント「ナマ・ジバラ」の総合司会を務める。
- 2022年8月26日 - 第1子妊娠を発表[27]。
- 2022年12月30日 - 第1子出産を報告[3]。
- 2024年2月17日 - 第2子妊娠を発表[28]。
- 2024年6月30日 - 第2子出産を発表[4][29]。

## 作品

### ソロシングル
1. 星のかけら（作詞・作曲・編曲：マウマウ（さよならポニーテール）） - 2017年6月2日配信 公式動画 - YouTube
2. いつかきかせて（作詞・作曲：ふっくん（さよならポニーテール）、編曲：マウマウ（さよならポニーテール）） - 2018年6月3日発売。c/w 星のかけら MV - YouTube [30]
3. 太陽と星の狭間で（作詞・作曲：connie、編曲：THE MICETEETH）- 2021年6月3日発売。CD+フォトブック（完全生産限定盤） MV - YouTube
4. So good（作詞：大久保潤也（アナ/OLD Jr.）、作曲・編曲：上田修平）- 2021年11月9日発売。CD+フォトブック（完全生産限定盤） MV - YouTube
5. ねこの夢（作詞・作曲・編曲：さとうもか）- 2022年6月28日発売。CD+フォトブック MV - YouTube
6. 白いスターダスト（作詞・作曲・編曲：324P（さよならポニーテール））- 2022年10月4日発売。CD+フォトブック（完全生産限定盤） MV - YouTube

### 参加作品
- happy machine「Melon Pop feat.Megu from Negicco」（2015年7月8日、ボーカル参加）[31]

### その他
- CURRY RICE RECORDS presents 30 Designer's TEE-SHIRTS market！！！ （2019年6月）[25]
  - 30組のアーティストとコラボして30種類のTシャツを企画・販売した
  - 参加アーティスト：アボット奥谷、あんも、江口寿史、オカタオカ、おのしのぶ、かせきさいだぁ、CURRY LIFE ＆ RADIO、川島小鳥、ki_moi、小磯竜也、JUN OSON、白根ゆたんぽ、SUEKKOLIONS、鈴木裕之、ちえちひろ、DJみそしるとMCごはん、とんぼせんせい、ヌトグラン、norahi、はらぺこめがね、日向 山葵（ひなた わさび）、深川 優、ヘロシナキャメラ（Heroshi Nakyamera）、ボブa.k.aえんちゃん、mascotboy、増田薫、MAHARO、ユウキ（CHAI / ba.）、YAMADA ZOMBIE、ワヌ山。
  - 東京・恵比寿KATAと新潟・EAST MOAT STREET BLUESで展示販売を開催
  - フォトブックレット「私の好きな30のTシャツ」も発売（2019年6月4日、撮影：川島小鳥）
- 「Megu生誕記念フォトブックレット」（2017年6月3日、撮影：川島小鳥、「星のかけら」ダウンロードカード付属）
- 台湾旅行記「憧れていた場所は、生まれ育ったところに少し似ていた。」（2019年11月18日、写真：Kris Kang）
- オリジナルブランド「Life to meet you!」（2020年 - ）
  - 所属事務所EHクリエイターズのSHOP「EAST MOAT STREET BLUES」内の一角にブランドと同名のセレクトショップ「Life to meet you!」を2020年3月オープン。
  - 専属デザイナーは水野佑規。
  - オンラインショップが2020年5月に開始。

## 出演

### テレビ
- 八千代ライブ（新潟総合テレビ、毎週金曜日15:50-16:50（生放送）、Negiccoメンバーの中から1人が週替わりに出演）
- Dearにっぽん（NHK総合、2023年8月12日）

### ラジオ
- ラジオ番組のレギュラー
  - HAPPY MAPPY（FM-NIIGATA、毎週月曜日13:30-16:55、2018年4月2日 - 共演者：村井杏）[13]
  - 朝日山専門店 居酒屋 ヤン次郎兵衛（女将役、SOUND SPLASH内）（FM-NIIGATA、毎週木曜日18:26-、2018年4月12日 - 2019年3月までソロで出演、4月からはメンバー3人が週替わりで出演）[20]
- ネギStyle（FM-NIIGATA、毎週金曜日21:00-21:30）

### その他
- ムック「OVERTURE」の連載コーナー「ガールズトークは永遠に！」（2015年）[32]
- さよならポニーテール「夏の魔法 feat.曽我部恵一＋ザ・なつやすみバンド」ミュージックビデオ出演[33]（2015年9月）MV - YouTube
- TOWER VINYL SHINJUKU「NO VINYL, NO LIFE.」キャンペーンポスター（2019年5月27日、タワーレコード）[34]
- connie「グリッター feat.小田朋美」ミュージックビデオ出演（2019年8月）MV - YouTube
- BSNアプリ・BSN公式Youtubeチャンネル用動画「Negicco Megu のカレーなる世界」（2020年3月 - ）
- ムック「BASS MAGAZINE SPECIAL FEATURE SERIES 2009-2019"ハマ･オカモト"とはなんだったのか？」（2020年5月11日）
- YouTube「Meguと○△□」（2020年5月 - 、不定期生配信）
- テレビCM 新潟市「地域のお店応援商品券」（2020年7月-8月）
- 冊子「Kira Kira 2020年10月号」「きらきら らいふ 2020 VOL.08」表紙（JA新潟市発行）

## エピソード
- 芸能活動を始めたのは、姉のすすめで子供ミュージカルのオーディションを受けたのがきっかけ。その後アップル・リトル・パフォーマーズのオーディションでNao☆と出会い、二人とも合格、第1期生として入る[35]。
- 「圧倒的なスタイル」は当初ワンマンライブで披露してお蔵入りになったが、遅かったBPMを速くして、（現行の）ノリやすいサーカスみたいな感じの曲になったという[36]。
- 浅草ROXまつり湯で音が止まったトラブルの際にNao☆のアイデアでコントをしたことがある[37]。
- 2014年の夏にジェーン・スーとの対談がきっかけで自分の見せ方を変えるようになり、自信になった[38]。
- 2016年4月、「矛盾、はじめました。」のリリースイベントでNao☆とKaedeが体調不良で欠席したため1人で乗り切ったことがある[39]。
- 2017年1月の私立恵比寿中学とのジョイントライブ（エビネギ）の開催が決まってメンバーの中ではMeguが一番喜んでいたという[40]。